# Segona Aliyà
La Segona Aliyà va ser probablement la més important i influent de totes les onades migratòries del segle XX que tingueren lloc a Palestina. Es va dur a terme entre els anys 1904 i 1914, període durant el qual uns 40.000 jueus aproximadament van immigrar a la província de Palestina de l'Imperi Otomà, en la seva majoria provinents de Rússia i Polònia, i en menor mesura del Iemen. La principal causa de la immigració va ser l'augment de l'antisemitisme a Rússia i els pogroms en les poblacions de Pale, destacant-se el pogrom de Chișinău i els pogroms que van seguir a la Revolució russa de 1905.

## Poblacions
Durant la Segona Aliyà, els immigrants eren principalment idealistes, inspirats en els ideals sionistes i revolucionaris que es gestaven en les comunitats jueves de l'Imperi Rus. Aquests immigrants van tractar de crear un sistema comunal d'assentaments agrícoles a la regió. D'aquesta manera es va fundar el moviment del quibuts. El primer quibuts, Deganyà, va ser fundat en l'any 1909. Al mateix temps, molts dels immigrants van preferir instal·lar-se en les ciutats, creant localitats com Tel-Aviv, situada prop de Jaffa. En l'any 1909 va ser fundada la ciutat de Tel-Aviv.

## Cultura
La Segona Aliyà va tenir el gran mèrit d'aconseguir el ressorgiment de l'idioma hebreu que va passar a ser el llenguatge oficial del Yixuv. Eliezer Ben Yehuda va contribuir a la creació del primer diccionari de l'hebreu modern. Encara que va arribar molts immigrants amb la Primera Aliyà, la major part d'ells van arribar amb aquesta segona onada. La Segona Aliyà també va establir la primera escola secundària hebrea en la regió de Palestina, l'institut hebreu de Hertseliyya situat a la ciutat de Tel-Aviv.

## Defensa
Durant la Segona aliyà es va crear l'organització de seguretat, ha-Xomer (La Guàrdia), que va ser la primera gran organització d'autodefensa jueva des de la Revolta de Bar Kokhebà i que es va convertir en el precedent per a les futures organitzacions de defensa del poble jueu, sent també el predecessor de l'organització paramilitar Haganà que seria creada en l'any 1920.